# Seven Seas of Rhye
"Seven Seas of Rhye" (Español: "Los Siete Mares de Rhye") es una canción de la banda de rock británica Queen. Escrita por el vocalista Freddie Mercury. Una versión instrumental aparece como la canción de cierre en el álbum debut homónimo de la banda (1973), con la versión definitiva en su álbum consecutivo Queen II (1974).
La versión definitiva sirvió a la banda como el tercer sencillo, y después de interpretar la canción en Top of the Pops en febrero de 1974 se convirtió en su primer éxito, alcanzando número 10 en las listas de sencillos británicos. Es la canción más antigua que aparece en el álbum de Greatest Hits, con la excepción de algunas versiones donde el primer sencillo, Keep Yourself Alive, es incluido.

## Antecedentes
Inicialmente "Seven Seas of Rhye" era simplemente un "boceto instrumental que cerraba su primer álbum". Una rendición expandida, planeada para ser incluida en su álbum Queen II, fue estrenada públicamente cuando a Queen le ofrecieron una oportunidad repentinamente de aparecer en el programa de BBC Top of the Pops en febrero de 1974, y fue publicado en vinilo 2 días después el 23 de febrero de 1974. Se convirtió en su primera entrada en las listas después de adquirir emisión en la BBC Radio 1, alcanzando el número 10 en las listas británicas, que a su vez convenció a Mercury de adoptar Queen como su carrera de tiempo completo.

## Estilo, construcción e interpretación
La canción presenta una distintiva introducción de piano.
La versión de Queen II termina con un cross-fade, instrumentos combinados dentro de la banda cantando "I Do Like to Be Beside the Seaside", acompañada por un estilófono tocado por Roy Thomas Baker, que fue una excepción única a su declaración de "sin sintetizadores".
En una entrevista en la radio en 1977, Mercury describió la temática de la canción como una "invención de su imaginación". En el musical de Queen, We Will Rock You, the Seven Seas of Rhye es un lugar donde los Bohemians son tomados después de ser controlados por Khashoggi.

## En directo
Seven Seas of Rhye debutó en directo en el Sheer Heart Attack Tour en 1974-75. Se mantuvo en el A Night at the Opera Tour de 1975-76 y no volvió a interpretarse en directo hasta 1984 en el The Works Tour. También formó parte del Magic Tour de 1986. En estas dos últimas giras, la canción no se cantaba entera.
También se tocó en las giras conjuntas de Queen + Adam Lambert a partir de 2012.
En septiembre de 2016 fue la canción de apertura en la primera presentación de Queen + Adam Lambert en Asia en el Parque Yarkon, Israel.

## Versiones en vivo
- Una presentación en el Rainbow Theatre el 20 de noviembre de 1974, como parte del Sheer Heart Attack Tour, fue publicada en Live at the Rainbow '74.[10]
- Una versión grabada en el Hammersmith Odeon en Londres, durante la gira de A Night at the Opera el 24 de diciembre de 1975 fue incluida en el álbum en vivo A Night at the Odeon – Hammersmith 1975.[11]
- Queen interpretó está canción en el Estadio Wembley en Londres el 12 de julio de 1986, publicada en Live at Wembley '86.[12]
- Queen tocó la canción por última vez en el Magic Tour el 9 de agosto de 1986 en Knebworth, Stevenage, que fue publicada en Live Magic.[13]

## Otros lanzamientos
- La canción fue publicada como sencillo junto con "See What a Fool I've Been" como lado B el 25 de febrero de 1974.[14]
- La canción ha aparecido en numerosos álbumes compilatorios de Queen: 
  - Greatest Hits (1981)
  - CD Single Box (1991)
  - Queen Rocks (1997)
  - The Platinum Collection (2000)
  - Jewels II (2005)
  - The Singles Collection Volume 1 (2008)
  - Absolute Greatest (2009)

## Lista de canciones
1. "Seven Seas of Rhye – 2:48
2. "See What a Fool I've Been" – 4:31

La versión japonesa del sencillo   tiene "The Loser in the End" como lado B.

## Créditos

### Queenversión[16]
- Freddie Mercury – piano
- Brian May – guitarra eléctrica
- Roger Taylor – batería, percusión
- John Deacon – bajo eléctrico

### Queen IIversión[17]
Queen
- Freddie Mercury – voz principal y coros, piano
- Brian May – guitarra eléctrica, coros
- Roger Taylor – batería, gong, pandereta, percusión, coros
- John Deacon – bajo eléctrico

Músicos adicionales
- Roy Thomas Baker – estilófono

## Uso en otros medios
La canción fue usada en el tráiler de lanzamiento de Borderlands 3.

## Posicionamiento en listas
| Lista (1974)                   | Pico posición |
| ------------------------------ | ------------- |
| Reino Unido (UK Singles Chart) | 10            |